# Силуэты на пересечённой местности
«Силуэты на пересечённой местности» (англ. Figures In A Landscape) — кинофильм, снятый по одноимённому роману Бэрри Ингленда.

## Сюжет
Действие происходит в латиноамериканской стране с тоталитарным режимом. Двоих сбежавших заключённых преследует вертолёт с полицейскими. На помощь беглецам приходят люди, которые, как кажется, вполне разделяют их презрение к властям.

## В ролях
- Роберт Шоу — МакКоннахи
- Малкольм Макдауэлл — Энселл
- Генри Вулф — пилот вертолёта
- Роджер Ллойд-Пак — солдат
- Роберт Ист — солдат
- Памела Браун — вдова

## Награды и номинации
Перечень наград и номинаций — на сайте IMDB.
| Премия                         | Категория              | Имя                  | Результат |
| ------------------------------ | ---------------------- | -------------------- | --------- |
| BAFTA                          | Лучшая музыка к фильму | Ричард Родни Беннетт | Номинация |
| Кинофестиваль в Сан-Себастьяне | Золотая раковина       | Джозеф Лоузи         | Номинация |